# Опросник способов совладания
Опросник способов совладания (ОСС) (англ. Ways of Coping Questionary) — опросник на измерение интраиндивидуального копинга, созданный в 1988 году Р. Лазарусом и С. Фолкман (пересмотренный и переименованный Ways of Coping Checklist). Методика создана на основе когнитивной модели совладания Р. Лазаруса, согласно которой способы совладания зависят не столько от личностных характеристик субъекта, сколько от самой стрессовой ситуации, а выбранная копинг-стратегия представляет собой затраченные когнитивные и поведенческие усилия.
Данная методика считается первой стандартной методикой, созданной для измерения копинга. С ее помощью диагностируются две базовые стратегии совладания — проблемно-фокусированный копинг и эмоционально-фокусированный копинг в специфических стрессовых ситуациях. Опросник способов совладания является наиболее широко используемой методикой по данной теме, и именно он лег в основу разработок последующих опросников на выявление копинг-стратегий.
Опросник относится к группе интраиндивидуальных методов и позволяет оценить основные копинг-стратегии (или реакции), используемые человеком в разнообразных стрессовых ситуациях. Перед заполнением опросника респондентов обычно просят вспомнить какую-либо пережитую ими трудную жизненную ситуацию (или задают определенную ситуацию) и ответить на вопросы, ссылаясь на этот конкретный случай.

## Адаптации методики
Опросник способов совладания как необходимый психологический инструмент для выявления такой характеристики личности, как стратегии совладания со стрессовыми ситуациями, был адаптирован и для российской выборки.
В 2003—2004 годах адаптация была проведена Крюковой Татьяной Леонидовной, доктором психологических наук, профессором кафедры социальной психологии Института педагогики и психологии Костромского государственного университета.
В 2008—2009 года работу по адаптации провела группа исследователей Санкт-Петербургского научно-исследовательского психоневрологического института им. В. М. Бехтерева под научным руководством Вассермана Людвига Иосифовича.

## Недостатки методики
Опросник способов совладания направлен на оценку поведения в конкретных жизненные ситуациях (например, болезнь, увольнение с работы, развод и т. д.). Однако в этом содержится недостаток методики: данные могут отличаться в зависимости от групп, стрессовых воздействий и др., так как люди подстраивают свое поведение под различные ситуации, меняются.
Другой недостаток заключается в том, что методика практически не учитывает теоретические пересечения между шкалами. Яркая иллюстрация — шкала социальной поддержки. Взаимодействия с другими людьми могут удовлетворять и целям поиска информации, поиска решения проблемы, и эмоциональному копингу .
Опросник был трижды адаптирован для российской выборки.

## Структура методики
Поздний вариант методики (1988 года) содержит 50 вопросов и на выходе имеет 8 шкал:
1. 6 вопросов на конфронтативный копинг, представляющий собой агрессивные усилия, направленные на изменение ситуации.
2. 6 вопросов на поиск социальной поддержки, понимаемый как поиск информационной, действенной и эмоциональной поддержки от других людей. .
3. 6 вопросов на планирование решения проблемы, то есть намеренные проблемно-фокусированные усилия по изменению ситуации, аналитический подход к решению проблемы.
4. 7 вопросов на самоконтроль, как попытку регулировать свои чувства и действия.
5. 6 вопросов на дистанцирование, понимаемое как когнитивные усилия отделиться от ситуации, уменьшить ее значимость.
6. 7 вопросов на положительную переоценку, то есть попытки найти или создать положительный смысл сложившейся ситуации.
7. 4 вопроса на принятие ответственности как признание собственной роли в проблеме.
8. 8 вопросов на бегство-избегание как мысленное стремление, фантазирование и т. п., направленные на бегство или избегание проблемы[5].